# Tanydesmus ordinatus
Tanydesmus ordinatus är en mångfotingart som beskrevs av Cook 1896. Tanydesmus ordinatus ingår i släktet Tanydesmus och familjen Cryptodesmidae. Inga underarter finns listade i Catalogue of Life.